# Ahilej i Briseida
Ahilej i Briseida je slika koja prikazuje slike iz Ilijade koja se odnosi na darivanje Briseide Ahileju pronađena u atriju Kuće tragičnog pjesnika, Pompeji, Italija. Slika je naslikana temperom i prijelaz je između freske i slike. Premještena je u napuljski Nacionalni arheološki muzej.
Agostino Carracci napravio je gravuru iz njega, koja je bila uključena u njegovu zbirku erotskih poza, I Modi.